# Amy Baserga
Amy Baserga (Zurigo, 29 settembre 2000) è una biatleta svizzera.

## Biografia
La Baserga ai Mondiali juniores di Lenzerheide 2020 ha vinto la medaglia di bronzo nell'individuale e a quelli di Obertilliach 2021 ha conquistato la medaglia d'oro nella sprint e nell'inseguimento; ha esordito in Coppa del Mondo il 19 marzo 2021 a Östersund in sprint (83ª) e ai Giochi olimpici invernali e Pechino 2022, dove si è classificata 54ª nella sprint, 39ª nell'inseguimento, 69ª nell'individuale, 8ª nella staffetta mista e non ha completato la staffetta. L'8 gennaio 2023 ha conquistato il primo podio in Coppa del Mondo nella staffetta mista individuale disputata a Pokljuka (3ª) e ai successivi Mondiali di Oberhof 2023, sua prima presenza iridata, è stata 39ª nella sprint, 26ª nell'inseguimento, 38ª nell'individuale e 8ª nella staffetta; ai Mondiali di Nové Město na Moravě 2024 si è classificata 54ª nella sprint, 54 nell'inseguimento, 51ª nell'individuale, 9ª nella staffetta e 4ª nella staffetta mista e a quelli di Lenzerheide 2025 si è piazzata 61ª nella sprint, 19ª nell'individuale, 14ª nella staffetta, 6ª nella staffetta mista e 4ª nella staffetta mista individuale.

## Palmarès

### Mondiali juniores
- 3 medaglie:
  - 2 ori (sprint, inseguimento a Obertilliach 2021)
  - 1 bronzo (individuale a Lenzerheide 2020)

### Europei
- 1 medaglia:
  - 1 argento (staffetta singola mista a Lenzerheide 2023)

### Coppa del Mondo
- Miglior piazzamento in classifica generale: 25ª nel 2024
- 3 podi (1 individuale, 2 a squadre):
  - 1 secondo posto (a squadre)
  - 2 terzi posti (1 individuale, 1 a squadre)